# Монкретьен, Антуан де
Антуа́н Монкретье́н де Ваттевиль (фр. Antoine Montchrestien de Watteville; 1576—1621) — французский драматург и экономист, впервые предложивший термин «политическая экономия».

## Биография
Сын аптекаря, Монкретьен рано осиротел, с юных лет занимался литературным творчеством. Вёл бурный образ жизни; убив соперника на дуэли, был вынужден бежать в Англию, где его радушно принял король Яков I, сын Марии Стюарт — героини самого знаменитого из сочинений Монкретьена. Яков I даже отправил королю Генриху IV письмо с просьбой о помиловании Антуана. Спустя несколько лет Монкретьен вернулся во Францию изменившимся человеком. Он оставил поэзию и посвятил себя иной деятельности — переводу псалмов и написанию Истории Нормандии. Основал скобяную мастерскую в Шатийон-на-Марне, специализировался в производстве ножевых изделий. Встал на сторону протестантов; погиб в бою; тело его было сожжено.

## Драматургическое творчество
Монкретьен-драматург считается одним из предшественников Корнеля и одновременно наследником сценических традиций французского Возрождения. В двадцатилетнем возрасте он сочинил первую из своих трагедий — «Софонисба» (Sophonisbe, 1596); она основана на одноименной пьесе Триссино и была затем кардинально переработана по совету Франсуа Малерба. В 1601 году выпустил сборник трагедий: «Лакедемонянки» (Les Lacènes), «Давид» (David), «Аман» (Aman), «Шотландка, или Мария Стюарт» (L’Ecossaise ou Marie Stuart) и ряд других. Кроме того, перу Монкретьена принадлежат прозаическая «Пастораль» (La Bergerie) и поэма «Сусанна». Последняя из трагедий Монкретьена, «Гектор» (Hector, 1604), отмечена зрелым драматургическим мастерством.

## Экономические воззрения
Интерес к экономике возник во время пребывания в Англии, куда Монкретьен бежал в 1605 году после  дуэли, которая закончилась смертью противника.
В 1615 году Монкретьен выпустил «Трактат о политической экономии» (Traite d’economie politique), посвятив его Марии Медичи. Монкретьен ни до этого, ни после экономических работ не писал. Характеризуя степень самостоятельности трактата, в 1911 году Британская энциклопедия дала заключение, что он «в основном базируется на работах Жана Бодена». В трактате содержится ряд рекомендаций начинающему предпринимателю. Хозяйство страны рассматривается как объект государственного управления. Источник богатства страны — внешняя торговля, особенно вывоз промышленных и ремесленных изделий. Иностранцы сравнивались с насосом, выкачивающим богатство из Франции. Предлагалось их изгнание, развитие отечественной промышленности, одобрялось вмешательство государства в экономическую жизнь, взимание налогов и присвоение даже торговой прибыли.
Монкретьен придавал первостепенное значение «естественному богатству» (хлеб, соль, вино и т. п.), так как не количество золота делает государство богатым, а «наличие предметов, необходимых для жизни».
Монкретьен ввел термин «политическая экономия» для обозначения экономической науки, так как вслед за Ксенофонтом и Аристотелем термин «экономика» употребляли в первую очередь в смысле домоводства, управления личным хозяйством. Нужно было выделить проблемы управления именно государственным хозяйством, науку, изучающую процессы, идущие в масштабах всего народного хозяйства. Вслед за Монкретьеном и вплоть до конца XIX века под политической экономией подразумевалась наука о государственном хозяйстве, об экономике отдельных государств. Однако, политическая экономия представляется Монкретьеном как совокупность правил хозяйственной деятельности.